# Indiai női labdarúgó-válogatott
Az indiai női labdarúgó-válogatott képviseli Indiát a nemzetközi női labdarúgó eseményeken. A csapatot az indiai labdarúgó-szövetség szervezi és irányítja. Az indiai női-válogatott szövetségi kapitánya Tarun Roy.
Az indiai női nemzeti csapat még egyszer sem kvalifikálta magát világbajnokságra, és az olimpiai játékokra. Ázsia-kupán nyolcszor szerepelt. Két alkalommal ezüstérmes, egy alkalommal bronzérmes lett.

## Nemzetközi eredmények

### Világbajnoki szereplés
| Év       | Helyszín         | Eredmény      | Hely | M  | Gy | D  | V  | Rg | Kg | Gk | P  |
| -------- | ---------------- | ------------- | ---- | -- | -- | -- | -- | -- | -- | -- | -- |
| 1991     | Kína             | nem indult    | –    | –  | –  | –  | –  | –  | –  | –  | –  |
| 1995     | Svédország       | nem jutott be | –    | –  | –  | –  | –  | –  | –  | –  | –  |
| 1999     | Egyesült Államok | nem jutott be | –    | –  | –  | –  | –  | –  | –  | –  | –  |
| 2003     | Egyesült Államok | nem jutott be | –    | –  | –  | –  | –  | –  | –  | –  | –  |
| 2007     | Kína             | nem jutott be | –    | –  | –  | –  | –  | –  | –  | –  | –  |
| 2011     | Németország      | nem indult    | –    | –  | –  | –  | –  | –  | –  | –  | –  |
| 2015     | Kanada           | nem jutott be | --   | -- | -- | -- | -- | -- | -- | -- | -- |
| Összesen | Összesen         | 0 / 6         |      | –  | –  | –  | –  | –  | –  | –  | –  |

### Ázsia-kupa szereplés
| Év       | Helyszín       | Eredmény      | Hely | M  | Gy | D | V  | Rg | Kg | Gk  | P  |
| -------- | -------------- | ------------- | ---- | -- | -- | - | -- | -- | -- | --- | -- |
| 1975     | Hongkong       | nem indult    | –    | –  | –  | – | –  | –  | –  | –   | –  |
| 1977     | Tajvan         | nem indult    | –    | –  | –  | – | –  | –  | –  | –   | –  |
| 1979     | India          | ezüstérmes    | 2.   | 5  | 4  | 1 | 0  | 2  | 2  | 0   | 12 |
| 1981     | Hongkong       | bronzérmes    | 3.   | 5  | 3  | 1 | 1  | 15 | 1  | 14  | 10 |
| 1983     | Thaiföld       | ezüstérmes    | 2.   | ?  | ?  | ? | ?  | ?  | ?  | ?   | ?  |
| 1986     | Hongkong       | nem indult    | –    | –  | –  | – | –  | –  | –  | –   | –  |
| 1989     | Hongkong       | nem indult    | –    | –  | –  | – | –  | –  | –  | –   | –  |
| 1991     | Japán          | nem indult    | –    | –  | –  | – | –  | –  | –  | –   | –  |
| 1993     | Malajzia       | nem indult    | –    | –  | –  | – | –  | –  | –  | –   | –  |
| 1995     | Malajzia       | csoportkör    | –    | 3  | 0  | 0 | 3  | 3  | 12 | -9  | 0  |
| 1997     | Kína           | csoportkör    | –    | 3  | 2  | 0 | 1  | 13 | 1  | 12  | 6  |
| 1999     | Fülöp-szigetek | csoportkör    | –    | 4  | 1  | 0 | 3  | 3  | 12 | -9  | 3  |
| 2001     | Tajvan         | csoportkör    | –    | 4  | 1  | 0 | 3  | 3  | 13 | -10 | 3  |
| 2003     | Thaiföld       | csoportkör    | –    | 3  | 1  | 0 | 2  | 7  | 14 | -7  | 3  |
| 2006     | Ausztrália     | nem jutott be | –    | –  | –  | – | –  | –  | –  | –   | –  |
| 2008     | Vietnám        | nem jutott be | –    | –  | –  | – | –  | –  | –  | –   | –  |
| 2010     | Kína           | nem indult    | –    | –  | –  | – | –  | –  | –  | –   | –  |
| Összesen | Összesen       | 8 / 17        |      | 27 | 12 | 2 | 13 | 46 | 55 | -9  | 38 |

### Olimpiai szereplés
| Év       | Helyszín       | Eredmény      | Hely | M | Gy | D | V | Rg | Kg | Gk | P |
| -------- | -------------- | ------------- | ---- | - | -- | - | - | -- | -- | -- | - |
| 1996     | Atlanta        | nem jutott be | –    | – | –  | – | – | –  | –  | –  | – |
| 2000     | Sydney         | nem jutott be | –    | – | –  | – | – | –  | –  | –  | – |
| 2004     | Athén          | nem indult    | –    | – | –  | – | – | –  | –  | –  | – |
| 2008     | Peking         | nem jutott be | –    | – | –  | – | – | –  | –  | –  | – |
| 2012     | London         | nem jutott be | –    | – | –  | – | – | –  | –  | –  | – |
| 2016     | Rio de Janeiro |               |      |   |    |   |   |    |    |    |   |
| Összesen | Összesen       | 0 / 5         |      | – | –  | – | – | –  | –  | –  | – |

## Lásd még
- Indiai labdarúgó-válogatott